# Corinna nossibeensis
Corinna nossibeensis is een spinnensoort uit de familie van de loopspinnen (Corinnidae).
De wetenschappelijke naam van de soort werd in 1907 gepubliceerd door Embrik Strand.